# 다카하시 신이치로
다카하시 신이치로(일본어: 高橋 真一郎, 1957년 10월 27일 ~ )는 일본의 전 축구 선수이다.

## 구단 경력
1980년부터 1993년까지 마쓰다(산프레체 히로시마)에서 203경기에 나서 46득점을 넣었다. 1987년에 천황배 준우승.

## 지도자 경력
은퇴 후에는 산프레체 히로시마의 코치를 거쳐, 감바 오사카, 요코하마 F. 마리노스에서 코치을 맡았다. 2008년부터 가시와 레이솔의 코치을 맡으며 2009년 감독으로 취임하였다. 2012년부터 도쿄 베르디의 코치을 맡으며 9월 성적 부진으로 물러난 가와카쓰 료이치 감독을 대신해, 감독으로 취임하였다.